# Політичне лесбійство
Політичне лесбійство ― рух фемінізму, насамперед другої хвилі та радикального, що охоплює, але не обмежується, лесбійським сепаратизмом. Політичне лесбійство охоплює теорію, згідно з якою сексуальна орієнтація є політичним та феміністичним вибором, і виступає за лесбійство як позитивну альтернативу гетеросексуальності для жінок, як частину боротьби проти сексизму.

## Історія
Політичне лесбійство виникає в кінці 1960-х серед радикальних феміністок другої хвилі як спосіб боротьби з сексизмом та примусовою гетеросексуальністю.
Шейла Джеффріс допомогла розробити цю концепцію, в 1981 році написавши у співавторстві з Лідською революційною феміністською групою «Люби свого ворога? Дебати між гетеросексуальним фемінізмом та політичним лесбійством». Вони стверджували, що жінки повинні відмовитися від підтримки гетеросексуальності й припинити спати з чоловіками, заохочуючи жінок позбуватися чоловіків «у ліжку та в голові». Хоча головна ідея політичного лесбійства полягає в тому, щоб бути окремим від чоловіків, це не обов'язково означає, що політичні лесбійки повинні спати з жінками; дехто вирішує бути безшлюбною або визнавали себе асексуальними. Визначення політичної лесбійки у Лідській революційній феміністській групі ― це «жінка, визначена жінкою, яка не трахає чоловіків». Вони проголошували чоловіків ворогами, а жінок, які були у стосунках з ними, колаборантками та співучасницями власного гноблення. Гетеросексуальна поведінка розглядається як основна одиниця політичної структури патріархату, тому лесбійки, які відкидають гетеросексуальну поведінку, порушують усталену політичну систему.
Ті-Грейс Аткінсон, радикальній феміністці, яка допомогла створити групу «Феміністи», приписують фразу, яка стала втіленням руху: "Фемінізм ― це теорія; лесбійство ― це практика''.

## Спільний інтерес
Фемінізм нової хвилі забезпечив платформу для деяких жінок, щоб вийти із задушливої оболонки гетеросексуальних норм, традиційної сексуальності, шлюбу та сімейного життя.
У широкому розумінні, політичне лесбійство передбачає політичне ототожнення жінок із жінками, воно включає роль, що перевищує сексуальність, підтримує відмову від стосунків з чоловіками. Це частково базується на ідеї, що жінки, які діляться та просувають спільний інтерес, створюють позитивну та необхідну енергію для посилення та підвищення ролі жінок у суспільстві, розвиток, який буде обмежений інститутами гетеросексуальності та сексизму, якщо жінки обирають традиційні норми.
Хоча в феміністичному русі існувала певна дискримінація лесбійок, в підсумку це забезпечило їм необхідну політичну платформу.

## Лесбійський сепаратизм
Сепаратистський фемінізм є формою радикального фемінізму, який вважає, що протидіяти патріархату найкраще, зосереджуючись виключно на жінках та дівчатах. Деякі сепаратистські феміністки не вірять, що чоловіки можуть зробити позитивний внесок у феміністичний рух і що навіть доброзичливі чоловіки повторюють динаміку патріархату.
Шарлотта Банч, яка раніше була членом колективу «Фюрії», розглядала сепаратистський фемінізм як стратегію, «перший крок» або тимчасовий вихід із загальнодоступної активності для досягнення конкретних цілей або посилення особистого зростання.

## Соціальне конструювання сексуальності та критика
Деякі феміністичні теорії щодо сексуальності уникали біологічної фіксації та сприймали соціальне конструювання як основу сексуальності. Однак ця ідея породила подальші питання на тему сексуальності та лесбійства, а також довготривалої стабільності суто лесбійського суспільства без чоловіків та дітей. Якщо сексуальність могла бути конструкцією людської природи, тоді мало місця для розуміння природи історичного становлення людської природи, особливо, якщо історична природа чоловіка чи жінки посилювала гетеросексуальність. Відсутність теоретичної ясності лесбійства та сексуальності стає все глибшою, оскільки сексуальність розглядається як набагато більше, ніж вибір. Крім того, якщо лесбійство стає соціальним інститутом, шлях людини, що домінує у стосунках, також може стати викликом первісному наміру політичного лесбійства.

## Подальше читання
- Allison, Ruth (1967). Lesbian by choice. Lesbianism: Its Secrets and Practices. Los Angeles: Medco Books. OCLC 7965371.
- Barnes, J.J. (8 липня 2017). Lesbianism is under attack, though not by the usual suspects. Feminist Current. Архів оригіналу за 13 квітня 2019. Процитовано 13 квітня 2019.
- Gottschalk, Lorene (1999). Genderations of Women Choosing to Become Lesbian: Questioning the Essentialist Link. [S.I. : s.n.] OCLC 320880086.
- Leeds Revolutionary Feminist Group; Onlywomen Press (1981). Afterwords From Leeds Revolutionary Feminists. Love Your Enemy? The Debate Between Heterosexual Feminism and Political Lesbianism. London: Onlywomen Press. с. 66. ISBN 0906500087. Архів оригіналу за 22 листопада 2020. Процитовано 5 квітня 2021.
- Kitzinger, Celia; Wilkinson, Sue (1987). The Social Construction of Lesbianism. London; Newbury Park, Calif.: Sage Publications. ISBN 0-8039-8116-3. OCLC 18388282.
- Morris, Bonnie J. (2016). The Disappearing L: Erasure of Lesbian Spaces and Culture (вид. 1st). SUNY Press. ISBN 978-1-4384-6177-9. Архів оригіналу за 27 червня 2017. Процитовано 5 квітня 2021.
- Rich, Adrienne (1986). Compulsory Heterosexuality and Lesbian Existence (1980). Blood, Bread, and Poetry: Selected Prose 1979-1985. W.W. Norton & Company. с. 23. ISBN 978-0-393-31162-4. (Originally published in Signs: Journal of Women in Culture and Society, Summer 1980, 5, no. 4, pp. 631–660.)
- Robertson, Michelle (1984). The Politics of Sexual Identity: The Case of Political Lesbianism. Nathan, Qld.: Griffith University. OCLC 222860038.
- Thompson, Denise (1991). Reading Between the Lines: a Lesbian Feminist Critique of Feminist Accounts of Sexuality. Chicago: Spinifex Press. ISBN 978-1-74219-457-8. OCLC 782877206.